# Dawsonia longiseta
Dawsonia longiseta är en bladmossart som beskrevs av Georg Ernst Ludwig Hampe 1860. Dawsonia longiseta ingår i släktet Dawsonia och familjen Polytrichaceae. Inga underarter finns listade i Catalogue of Life.